# Station Warszawa Ochota
Station Warszawa Ochota is een spoorwegstation in het stadsdeel Ochota in de Poolse hoofdstad Warschau.